# Spodnje Jarše
Spodnje Jarše – wieś w Słowenii, w gminie Domžale. W 2018 roku liczyła 719 mieszkańców.